# Parent training
Il parent training, anche conosciuto come parent management training (PMT) o in certe accezioni behavioral parent training (BPT), è un intervento psicologico di natura psicoeducativa, rivolto ai genitori che desiderano da un lato migliorare le relazioni con i propri figli affetti da difficoltà funzionali di vario tipo, e dall'altro affrontare efficacemente i problemi educativi.

## Finalità
Le finalità principali dei programmi di parent training sono:
- ottenere un idoneo coinvolgimento emotivo di fronte al problema del bambino;
- migliorare la relazione e la comunicazione genitori-figli;
- insegnare metodi educativi basati sull'osservazione sistematica del comportamento e aumentare la capacità di analisi dei problemi educativi che possono insorgere;
- aumentare la conoscenza del genitore sullo sviluppo psicologico del figlio e sui principi che lo regolano;
- migliorare il funzionamento familiare tramite la trasmissione di procedure di sviluppo di abilità di coping e di problem solving. Esistono diversi programmi di parent training, studiati e applicati in una vastissima gamma di problematiche dell'età evolutiva, non quindi limitati all'autismo o ad altre disabilità mentali. I training possono essere individuali o di gruppo: quello individuale nello specifico è finalizzato alla risoluzione di particolari situazioni problematiche, e perciò alla formazione dei genitori che devono affrontare comportamenti problematici del proprio figlio. Questo tipo di parent training è soprattutto rivolto a genitori con bambini oppositivi, aggressivi, autistici, iperattivi, euretici e autolesionisti.

La formazione di gruppo dei genitori, invece, consiste in un percorso educativo e ha lo scopo di trasmettere principalmente una cultura di base su cui si fondano le metodologie e le tecniche utilizzate nel corso del programma di intervento.
Il programma di parent training affronta aspetti psico-educativi, tecniche d'intervento, e offre sostegno psicologico con l'intento di creare uno spazio di condivisione emotiva dove è possibile esprimere esperienze, paure e speranze.
Inoltre il parent training, generalmente, è caratterizzato da due momenti: 
- l'attività informativa, che prevede una chiara e oggettiva ridefinizione del problema, cioè una visualizzazione in termini comportamentali dei bisogni, delle capacità e delle risorse sia dei genitori che dei figli;
- l'attività formativa, che consiste in interventi volti a promuovere, insegnare e migliorare le potenziali abilità dei genitori, nell'analizzare il comportamento del figlio, nel definire le regole, nell'apportare adeguamenti alla relazione genitori-figli, riconsiderando se stessi sia nel ruolo di genitori con le proprie responsabilità e condizionamenti, sia come persone con interessi, desideri e obiettivi personali[3].

Sidney Bijou, uno fra i più qualificati studiosi e promotori dei programmi rivolti ai genitori di bambini problematici, delinea nella procedura di base le seguenti fasi:
- stabilire mete obiettivamente raggiungibili alla luce delle competenze del bambino;
- aiutare il bambino a raggiungere gli obiettivi con l'applicazione di procedure derivate dalla scienza del comportamento;
- monitorare i progressi con precisi metodi di registrazione e modificare le metodologie di insegnamento in base a ciò che viene osservato;
- modificare le condizioni ambientali e le conseguenze del comportamento per mantenere o generalizzare i cambiamenti ottenuti[4].

## Programmi per i disturbi dello spettro autistico
All'interno degli interventi di parent training per i disturbi dello spettro autistico è bene distinguere due diverse tipologie di intervento: i programmi di supporto per i genitori e la terapia mediata dai genitori (TMG).
In generale, i programmi di supporto per i genitori sono degli interventi in cui il bambino trae beneficio in maniera indiretta, ossia attraverso il sostegno che il terapista fornisce al genitore. Più specifici, risultano, invece, i programmi di terapia mediata dai genitori, dove il genitore è parte attiva nel cambiamento e il bambino beneficia del trattamento in maniera diretta. I programmi di terapia mediata dei genitori includono programmi rivolti al miglioramento dei sintomi principali, come i deficit nella comunicazione e nell'interazione sociale, i comportamenti e gli interessi ristretti e stereotipati, e programmi il cui focus è rappresentato dai problemi comportamentali come l'aggressività, i disturbi del sonno o la selettività alimentare.

## Struttura di intervento per i disturbi dello spettro autistico
«Il programma di parent training per genitori di bambini con autismo è suddiviso in 9 incontri: i primi sei con cadenza quindicinale», i rimanenti tre con cadenza mensile.
Gli incontri previsti fanno parte di un percorso che ha principalmente tre obiettivi:
- informare i genitori sulle conoscenze scientifiche attuali sull'autismo[6];
- formare nei genitori una competenza educativa in grado di sostenere non solo l'azione riabilitativa ma anche di supportarli nel confronto con il figlio disabile[6];
- aiutare il genitore a «trovare un nuovo equilibrio nella gestione delle problematiche insorte nel nucleo familiare»[6].

«Ogni incontro dura un'ora e mezza», durante il quale il conduttore alterna due modalità comunicative; inizialmente fornisce informazioni ai genitori sull'autismo e sulle strategie educative, successivamente guida i partecipanti a condividere pensieri ed emozioni sulle tematica affrontata. Il numero ideale di persone per un adeguato gruppo di lavoro va da 6 a 12» e «la presenza di entrambi i genitori agli incontri è la soluzione ideale sia per un'assimilazione diretta di contenuti fondamentali sulla disabilità del figlio, sia per un confronto immediato con l'esperto».

## Materiale
Il materiale da approntare per il parent training si compone di:
- schede informative per genitori: si tratta di un approfondimento su qualche aspetto dell'autismo con il duplice scopo di: a) affrontare le conoscenze condivise sulla patologia; b) dotare i partecipanti di un lessico in grado di aiutarli a esprimere le proprie difficoltà, paure e stati d'animo;
- schede di lavoro per genitori: si tratta di questionari che i genitori compilano durante gli incontri. Essi possono decidere di leggere ad alta voce le riflessioni fatte, in modo da stimolare la discussione e soffermare l'attenzione su questioni di particolare interesse;
- questionario sul distress del genitore (QGS) somministrato nel primo e nell'ultimo incontro;
- questionario di valutazione del cambiamento post training;
- questionario di gradimento del parent training[8].

## Articolazione degli incontri

### Incontro 1: Cos'è l'autismo
Nel primo incontro di parent training lo psicologo/educatore si presenta al gruppo e definisce il proprio ruolo, invitando i genitori a fare altrettanto.
Al termine delle presentazioni, il conduttore chiede ai partecipanti la loro idea circa il parent training e le aspettative che hanno su tale programma.
In un secondo momento si chiede ai genitori «che cosa sanno sull'autismo, sollecitando una discussione su esperienze vere ed emotivamente sentite»; quindi si distribuisce la scheda informativa sull'argomento “autismo”, per leggerla e discuterne insieme.
Dopo la lettura e i commenti della scheda informativa, viene distribuita la scheda di lavoro, chiedendo a ogni genitore di scrivervi cos'è l'autismo, secondo la sua personale esperienza. «A quindici minuti dalla fine dell'incontro si chiede ai partecipanti di compilare il questionario sul distress del genitore per rilevare lo stress/tensione percepito da quest'ultimo in relazione alla sua attuale situazione».

### Incontro 2: Quale trattamento per l'autismo
La varietà e la qualità dei trattamenti è un tema che va affrontato da subito con le famiglie dei bambini autistici, per capire se si è di fronte a un serio programma riabilitativo che può giovare realmente o meno alla situazione del figlio. L'autismo è un disturbo estremamente complesso, che altera in maniera pervasiva non solo lo sviluppo cognitivo e relazionale dell'individuo, ma anche la sua sintomatologia, la quale varia notevolmente da persona a persona. Per questo motivo, è bene premettere sin dall'inizio che «non esiste un intervento specifico valido per tutti allo stesso modo e che raramente è possibile ottenere la remissione totale dei sintomi». 
Quando ci si occupa, nello specifico, di un bambino autistico bisogna partire dalle caratteristiche del disturbo che mettono maggiormente in difficoltà i genitori, come ad esempio le difficoltà relazionali che si manifestano nella:
- scarsa consapevolezza della propria identità;
- assenza dei requisiti per sviluppare una relazione con i coetanei e/o gli adulti di riferimento;
- propensione all'isolamento;
- emissione di comportamenti stereotipati e ossessivi per gran parte del tempo[12].

È importante partire proprio da queste caratteristiche perché sono il motivo principale di stress e di ansia nei genitori.
Un'altra caratteristica dell'autismo è l'alterazione dell'elaborazione dell'informazione anche a livello senso-percettivo, come ad esempio la difficoltà di organizzazione e di integrazione dei dati percettivi che si ripercuotono in tutte le aree dell'esperienza e dell'apprendimento.
Per far sì che l'individuo possa sviluppare la capacità di usare i segni in modo appropriato è essenziale un allenamento sensoriale, oltre ad avere dei supporti visivi esterni, che lo aiutino a fare collegamenti tra i dati percettivi confusi, e che diano significato all'esperienza.
Per la scelta del trattamento bisogna tener conto di quattro linee guida a cui ogni tipo di trattamento dovrebbe attenersi scrupolosamente:
1. intervento precoce (entro i 3 anni di età);
2. trattamento educativo che preveda almeno 15 ore settimanali distribuite nei vari contesti di vita;
3. trattamento centrato sullo sviluppo delle abilità sociali e del rapporto interpersonale tra il bambino autistico e le persone che vivono nei suoi ambienti di vita;
4. valutazione periodica del bambino tramite l'utilizzo di strumenti informali standardizzati[12].

Deve essere chiaro, però, che l'obiettivo del trattamento non è la guarigione, ma il raggiungimento della più ampia autonomia possibile del bambino. Nell'incontro si procede quindi con la distribuzione e la discussione della scheda informativa nella quale viene riportata un'ampia rassegna dei principali trattamenti.

### Incontro 3: Come funziona l'apprendimento del bambino autistico
All'inizio dell'incontro si chiede ai genitori quali sono i comportamenti e gli atteggiamenti problematici del figlio che maggiormente li preoccupano.
Dopo questo passaggio si introduce «l'analisi funzionale del comportamento come metodologia per comprendere e intervenire sui comportamenti problema». Pertanto è fondamentale osservare ciò che avviene prima e dopo il comportamento problema e come il bambino reagisce alle conseguenze che seguono il suo comportamento.
Ai genitori viene, quindi, chiesto di osservare a casa gli antecedenti e le conseguenze di un comportamento problematico del figlio, di tentare alcune soluzioni e di prenderne nota sia di quelle che hanno funzionato, sia di quelle che si sono rilevate inutili o che hanno invece peggiorato la situazione.

### Incontro 4: Problem solving
Questo incontro si apre con l'analisi funzionale dei comportamenti di ogni specifico bambino in base all'osservazione fatta precedentemente dai genitori dello stesso.
Le manifestazioni comportamentali apparentemente disfunzionali «permettono al bambino di ottenere qualcosa in più, come attenzione, 
reazioni emotive, contatto, ricompense tangibili o attività piacevoli (rinforzi positivi) oppure di evitare qualcosa di spiacevole.
Tali meccanismi sono quasi sempre inconsapevoli sia per il bambino e spesso anche per i genitori e gli educatori». 
Partendo quindi dall'«analisi funzionale del comportamento si procede poi con la presentazione del concetto di “problem solving”», cioè la 
«capacità di trovare una soluzione a un problema», staccandosi dal problema stesso e osservando la realtà da punti di vista diversi. 

### Incontro 5: Fare il punto della situazione
Tutto il tempo dell'incontro «viene dedicato alla discussione tra i genitori sulle osservazioni fatte a casa», rassicurando questi ultimi sul fatto che la discussione non è in alcun modo un giudizio, ma anzi un'occasione di confronto.
Dopo la discussione «è utile riprendere i concetti fondamentali emersi e ripeterli per fissarli in memoria e dare organicità a un incontro che sicuramente avrà coinvolto molti genitori».
Per facilitare quest'operazione è opportuno mettere per iscritto sui cartelloni i punti principali, soffermando l'attenzione anche sul fatto che:
- i comportamenti problema servono al bambino per mantenere un equilibrio e quindi non è sempre possibile toglierli;
- la risposta del bambino (il suo comportamento) ci fa capire se la soluzione che abbiamo trovato è adeguata o meno;
- vi sono molti fattori che entrano in gioco nella relazione con il figlio e ogni volta bisogna muoversi tenendo conto di tutti gli elementi in gioco[20].

### Incontro 6: Comunicare con il bambino autistico tramite materiale visivo
«Lo scopo di questo incontro è di spiegare quali sono le basi teoriche dell'ampio uso del materiale visivo per sviluppare le capacità di comunicazione e relazione interpersonale del bambino autistico».
In particolare, i fattori fondamentali che permettono di poter migliorare la comunicazione sono: «una precisa organizzazione delle fasi di apprendimento, la strutturazione dell'ambiente e la scelta degli oggetti motivanti con i quali iniziare a costruire i requisiti base per un corretto insegnamento alla comunicazione».
L'uso del supporto visivo nella comunicazione aiuta il bambino nella comprensione e nella conoscenza di uno specifico oggetto e lo facilita nell'espressione dei bisogni e desideri che rimarrebbero latenti e/o non comprensibili da parte dell'interlocutore.
Fornire al bambino un metodo per esprimersi e poter comunicare in qualche modo il suo bisogno di aiuto è quindi fondamentale. 
Altrettanto importante, allo stesso tempo, è sottolineare ai genitori l'importanza di un metodo condiviso da tutti gli ambienti che frequenta il figlio (casa, scuola ecc.), creando cioè una buona rete di supporto e spiegando a tutti coloro che entrano in contatto con il bambino le sue caratteristiche e cosa bisogna fare per poter comunicare con lui.

### Incontro 7: Pensieri disfunzionali
Da questo incontro in poi, il focus del parent training si sposterà dalla relazione con il figlio e la conoscenza della sua patologia a una dimensione più personale: i pensieri e le emozioni provate dai genitori.
Il genitore è quindi «invitato a volgere l'attenzione su se stesso in quanto persona, membro di una coppia e parte di una famiglia che oltre al figlio autistico comprende anche un partner e spesso altri figli».
Il clima del gruppo, a questo punto del discorso, dovrebbe essere abbastanza confidenziale da permettere a tutti i genitori partecipanti di parlare di loro stessi, anche se in ogni caso nessuno si deve sentire obbligato a farlo.
In seguito, si focalizza l'attenzione del gruppo su quanto l'intermediazione del nostro pensiero sia fondamentale per la nostra percezione delle cose. Lo scopo dell'incontro infatti è quello di portare i genitori alla consapevolezza che non sono i fatti in sé a farci star bene o meno, ma come noi questi fatti li interpretiamo.
«Il rischio delle emozioni disturbanti è che spengono delle cose e ne accendono altre, creando una specie di “effetto alone” che induce a prestare più attenzione agli eventi negativi e a dimenticare quelli positivi».
In generale, «i pensieri che aiutano a uscire dalla situazione difficile sono quelli che ci permettono di analizzare con metodo ciò che sta avvenendo», mentre quelli disfunzionali scattano nella nostra mente in maniera automatica e aumentano l'intensità delle nostre emozioni.
I principali pensieri disfunzionali sono:
1. doverizzazioni, considerare cioè un'esigenza assoluta ciò che nella maggior parte dei casi sarebbe solo obiettivamente preferibile;
2. espressioni di insopportabilità, intolleranza ecc. sono forme di esagerazione attraverso le quali l'aspetto sgradevole di un evento o di una persona viene ingigantito, determinando un atteggiamento di rabbia o di evitamento;
3. valutazioni globali su se stessi o sugli altri, significa giudicare una persona nella sua globalità partendo da un solo o da pochi comportamenti osservati. Quando sono riferiti agli altri questi pensieri fanno nascere nei loro confronti un atteggiamento di ostilità o rifiuto, se invece sono riferiti a se stessi determinano disistima e sconforto;
4. pensieri catastrofizzanti, sono pensieri che anticipano in modo esageratamente negativo eventi futuri, provocando quindi reazioni di intensa ansia[26].

### Incontro 8: Concetto di resilienza familiare
La resilienza familiare è l'«abilità di fronteggiamento che possiede il sistema famiglia in situazioni di crisi, a seguito di un trauma, o di eventi scioccanti. La resilienza permette di mantenere un buon funzionamento dei membri della famiglia e di superare momenti di forte stress, mantenendo uniti i legami tra i membri del gruppo».
Si tratta quindi della capacità di far fronte, resistere, costruire, integrare e recuperare la propria vita, dopo aver subito un trauma o aver vissuto situazioni difficili, spiacevoli.
La prima fase che questi genitori attraversano, a seguito della notizia della disabilità, è una reazione di rifiuto della diagnosi e una conseguente forma depressiva. 
In un secondo momento interviene da parte dei genitori la paura di non farcela, di non riuscire a prendersi cura del figlio, tanto che vengono sopraffatti da sentimenti di scoraggiamento, rabbia, vergogna e sensi di colpa.
La fase successiva è caratterizzata invece dall'adattamento, in cui si sviluppano vissuti di tolleranza, speranza e pazienza. Nell'ultima fase, infine, i genitori riorganizzano il proprio ruolo, cercano aiuto e divengono attivi ricercatori per un'adeguata pianificazione del futuro.
I fattori di supporto che aiutano le famiglie a mettere in gioco adeguate strategie e risorse di fronteggiamento sono:
- cooperare, cioè dialogare con i familiari, amici, professionisti, altri genitori nella medesima situazione;
- sviluppare una rete sociale di supporto tra famiglie che gestiscono le stesse problematiche;
- ricorrere ai servizi specialistici per il trattamento, per dare sostegno al figlio e alla famiglia[28].

Risulta molto importante «che la rete sociale divenga un punto di sostegno dove attingere nuove strategie di adattamento per riuscire a rendere produttivo il clima familiare»; per questo bisogna spiegare ai genitori che continuare a coltivare interessi e amicizie personali è un modo come un altro per salvaguardare non solo la propria salute, ma anche quella del proprio figlio.
A livello familiare invece, i fattori di resilienza più importanti sono:
- capacità di integrazione fa riferimento agli sforzi che i genitori fanno per tenere unito il nucleo familiare, attraverso un atteggiamento ottimistico;
- supporto della famiglia e definizione di sicurezza di sé, fa riferimento agli sforzi che la famiglia svolge per ottenere l'aiuto da parte della comunità e degli amici, costruendo di conseguenza una sicurezza personale che promuove la salute del proprio figlio;
- mantenimento di una condizione di benessere, controllo e organizzazione, dove la famiglia partecipa con entusiasmo ad attività sociali e ricreative ed è in grado di organizzarsi con regole e procedure che permettono un'ottima gestione della famiglia stessa;
- ottimismo della famiglia;
- fiducia in sé e uguaglianza;
- il sostegno di comunità alla famiglia: coinvolgimento nelle associazioni genitori;
- significati di famiglia: dopo la crisi i genitori devono ristrutturare l'interpretazione degli eventi e rivedere le attese;
- schema della famiglia, cioè lo schema interno della famiglia che organizza valori condivisi, regole, credenze, guidano le aree emotive e di gestione. Questo è una risorsa basilare per indirizzare il comportamento della famiglia e l'adattamento dopo una crisi[29].

### Incontro 9: Conclusione del parent training
Nella parte iniziale dell'incontro si fa una panoramica del percorso fatto insieme, riportando l'attenzione dei genitori sulla parte formativa del parent training e sulle competenze apprese.
È necessario, poi, porre attenzione sulla seconda parte del parent training, definibile più introspettiva, centrata sul concetto di pensiero disfunzionale e di stato emotivo.
L'importante, alla fine del parent training, è che «il genitore sia in grado di capire che molte emozioni negative non sono dovute alla situazione in sé, ma alla sua confusione di fronte a qualcosa che non è immediatamente comprensibile, che non sa gestire».
Inoltre è consigliato, prima di concludere l'incontro, fare «un'ultima analisi insieme ai genitori sul loro ruolo all'interno della famiglia, e in generale della società».
Infine si chiede ai genitori di fare un elenco di tutte le loro esigenze, per valutare quanto il parent training ha saputo rispondere alle loro necessità.

## Programmi per il Disturbo da Deficit di Attenzione/Iperattività (ADHD)
I programmi di parent training per bambini con ADHD si fondano sul miglioramento della loro capacità di mentalizzazione. Questo è dovuto al fatto che tale disturbo comporta una profonda difficoltà nell'esternalizzare in maniera corretta le emozioni, associata alla messa in atto di comportamenti disfunzionali in ambito sociale ed intersoggettivo, come l'incapacità di giocare tranquillamente con i pari, di aspettare il proprio turno e di rimanere seduti, soprattutto nel contesto scolastico. Infatti, il parent training non offre solamente momenti psicoeducativi ai genitori per aiutarli a comprendere le caratteristiche del disturbo, ma richiede anche un ruolo attivo da parte di questi ultimi, poiché essi sono chiamati ad essere mediatori del cambiamento comportamentale e psicologico del bambino; attraverso la messa in atto di specifiche tecniche terapeutiche si offre al bambino un esempio di modalità corretta di esprimere le proprie emozioni attraverso il comportamento. 
Il primo protocollo italiano ad essere stato messo in atto per l'intervento con i genitori è il parent training a indirizzo cognitivo-comportamentale. Tale intervento risulta efficace nel modificare la percezione di genitori e insegnanti circa i sintomi del disturbo, oltre ad incidere sul senso di soddisfazione genitoriale. I contenuti principali proposti dal protocollo sono suddivisi in 3 aree principali: 
1- Fornire Informazioni sul disturbo
2- Riorganizzare la rappresentazione mentale del bambino con ADHD
3- Sviluppare strategie e competenze di gestione dei problemi
L'approccio educativo dei genitori di bambini con ADHD è spesso caratterizzato da minore pazienza, maggiore attenzione ai comportamenti negativi/disfunzionali, e tendenza ad agire impulsivamente. Alla base di questi comportamenti sono individuabili diversi fattori, tra i quali l'over reactivity genitoriale (tendenza a rispondere in modo impulsivo). Alcune risposte impulsive comportamentali vengono messe in atto automaticamente, senza effettuare un'analisi su ciò che sta accadendo in un preciso momento. Anche elevati livelli di stress percepiti in relazione al proprio ruolo parentale influiscono sulle modalità relazionali dei genitori, con l'aumento di comportamenti di rifiuto o ipercontrollo, spesso associate allo sviluppo di comportamenti oppositivi o di un disturbo della condotta nel bambino.
In questi termini, il parent training favorisce la costruzione e il mantenimento di un equilibrato senso di sé genitoriale, e questo rappresenta un'ulteriore premessa per istaurare relazioni positive con i figli. Infatti, il senso di sé genitoriale comprende sensazioni di autoefficacia e sentimenti di soddisfazione nel proprio ruolo parentale, aspetti ridotti soprattutto nelle mamme di bambini con ADHD, e risultano associati ad uno stile disciplinare più coercitivo. Per tale ragione, un obiettivo del parent training è quello di modificare questo atteggiamento per trasformarlo in uno stile genitoriale caldo e responsivo, in grado di sostenere la capacità di autoregolazione dei figli e promuovere migliori competenze sociali.
Dal punto di vista strutturale il parent training consiste in 8/12 incontri di circa 2 ore ciascuno, svolti a cadenza settimane, oppure ogni 15 giorni. Inoltre, si prevede anche un incontro di follow up a distanza dall’ultimo incontro, volto a verificare gli obiettivi raggiunti e non. Per ogni gruppo è prevista una partecipazione di un minimo di 4 genitori, fino ad un massimo di 10, ed è proposta la partecipazione alla coppia genitoriale, anche se è possibile inserire nel percorso un solo genitore, permettendo all’altro di seguire il progetto tramite gli esercizi nell’ambiente domestico.
Tra le tecniche terapeutiche usate nei percorsi di parent training si annoverano quella dei Gettoni, facente parte della “Token Economy”, e quella del Time Out. La prima si fonda sull’idea dei gettoni come rinforzo positivo, da donare al bambino ogni volta che mette in atto un comportamento corretto o comunque autoregolato. La seconda riguarda una vera e propria pausa, che il bambino può prendere (sollecitato dal genitore) per allontanarsi sia fisicamente che psicologicamente dal comportamento disfunzionale e indesiderato per avere il tempo di elaborare le emozioni che sottendono tale comportamento.

## Materiale per ADHD
Il materiale da utilizzare durante gli incontri di Parent Training riguarda:
l’utilizzo di questionari che valutano il livello di stress genitoriale;
l’utilizzo di questionari che valutano i sintomi tipici dell’ADHD: iperattività e disattenzione;
l’utilizzo di questionari per la valutazione della funzione educativa genitoriale. 
Inoltre, il trainer può abbinare all’analisi funzionale di tipo comportamentale delle schede di approfondimento che mirano ad esplorare i contenuti mentali o emotivi sia del genitore che del bambino. La scheda del genitore è orientata ad aumentare la consapevolezza dei segnali emotivi, fisici e mentali che segnalano l’inizio della tensione relazionale in modo tale che il genitore possa modulare mentalmente la propria reattività emotiva rispetto al comportamento disfunzionale del bambino. Mentre, la scheda del bambino si pone come obiettivo quello di allenare e sviluppare le abilità di mentalizzazione del genitore, incoraggiandolo ad esplorare la mente del figlio. 
Inoltre, è possibile affiancare all’intervento di Parent Training altre tipologie di trattamenti che risultano efficaci nello sviluppo di abilità sociali del bambino. Tra questi, il Social Skill Training mira a sviluppare comportamenti prosociali quali la cooperazione e le capacità di comunicazione (ad esempio modulazione del tono della voce e assertività) che consentono al bambino con deficit di attenzione/iperattività di imparare, attraverso la relazione con i pari, a modulare il proprio comportamento in modo funzionale al contesto in cui è inserito.

## Articolazione degli incontri

### Incontro 1: cos'è l'ADHD
Si crea una nuova cornice per il comportamento del bambino. Questo primo incontro mira alla comprensione del disturbo da parte dei genitori. Il trainer informa i genitori circa segni, sintomi ed eziopatogenesi dell'ADHD. Questa fase iniziale permette di sviluppare una maggiore cognizione e consapevolezza dei genitori, che permette di comprendere al meglio lo stato d'animo, le emozioni e i comportamenti dei loro figli

### Incontro 2: Comunicazione efficace
In questo incontro i genitori imparano a parlare dei comportamenti negativi dei propri figli e ad identificarli all'interno del proprio ambiente familiare, condividendo con il gruppo gli episodi vissuti in precedenza. Questa fase permette ai genitori di sviluppare una comunicazione efficace e positiva con i loro figli.

### Incontro 3: Migliorare le interazioni positive
In questo incontro il compito del trainer è quello di trasmettere ai genitori l'importanza di relazionarsi positivamente con i propri figli, soprattutto durante la manifestazione di un comportamento negativo. Così facendo, aumenterà sia la quantità che la qualità delle interazioni familiari.

### Incontro 4: Definizione dei confini
In questo incontro vengono individuate poche regole fondamentali per aprire spazi di libertà, nei quali il bambino può sentirsi libero di esprimere i propri stati interni e allenare le proprie competenze sociali. Questo consente di arricchire il bagaglio esperienziale del bambino. In questa fase vengono anche illustrate strategie per dare regole al bambino in maniera più efficace: fare richieste dirette, brevi, con obiettivi raggiungibili, e a breve termine. Gli stessi strumenti di tipo educativo vengono utilizzati per costruire situazioni che incentivino l'autonomia del bambino, attraverso stimoli e strategie calibrate sulle effettive potenzialità del bambino (scaffholding).

### Incontro 5: Lavoro su situazioni specifiche
In questo incontro i genitori vengono istruiti all'utilizzo di specifiche tecniche educative per prevenire/gestire correttamente eventuali comportamenti negativi. Una di queste tecniche è il Time Out, che prevede che il bambino si ritiri per qualche minuto in uno spazio tranquillo che gli permetta di allontanarsi dal comportamento disfunzionale messo in atto. Un'altra tecnica è il Sistema a Gettoni, che prevede che i genitori stilino una lista di premi e rinforzi che possano motivare il bambino, a cui poi viene associato un certo numero di gettoni da dare al bambino, il quale accumulo lo porterà ad un premio finale.

### Incontro 6: I fratelli
L'ADHD coinvolge l'intero nucleo familiare, pertanto il trainer propone delle modalità per poter riorganizzare il tempo familiare affinché i fratelli vengano presi in considerazione, non risultino invisibili, e vengano coinvolti nel progetto.

### Incontro 7: Costruzione di una rete sociale
In questo incontro i genitori imparano ad estendere il programma di parent training anche al di fuori dell'ambiente domestico, con alcuni accorgimenti da applicare in base al contesto esterno nel quale si trovano. Questo implica che il bambino sperimenti delle positive esperienze interpersonali con il gruppo dei pari.

### Incontro 8: La coppia genitoriale
Questo incontro ha come focus principale il coinvolgimento della coppia di genitori. Coinvolgendo i genitori si intende comunicare fin dall'inizio che le idee, le emozioni, e i vissuti di ogni persona del sistema familiare sono importanti per la possibilità di crescita del bambino. La presenza congiunta di entrambi i genitori aumenta la solidità e la coesione della coppia, che costruisce obiettivi educativi condivisi e riduce lo stress genitoriale.

### Incontro 9: Cosa porto con me di questa esperienza?
I genitori vengono invitati ad esplorare il proprio mondo emotivo operando delle procedure di distanziamento e monitorando i propri pensieri durante l'intervento. In questo incontro, vengono proposte delle attività di role playing, in cui il genitore recita una breve sequenza di interazioni con il figlio, che viene interpretata dal partner. Al termine della recita, viene attivata una riflessione metacognitiva di gruppo, con l'obiettivo di offrire ai genitori differenti modalità relazionali per arrivare ad un'integrazione tra ciò che accade e "ciò che posso fare per migliorare la relazione con il bambino".

### Incontro 10: Follow up
Si tratta di un incontro effettuato a distanza di 3/4 settimane dall'ultimo incontro, per valutare i miglioramenti ottenuti e gli obiettivi raggiunti. Si tratta di una sessione di controllo a chiusura del percorso in cui genitori e trainer discutono i cambiamenti ottenuti, le eventuali resistenze presenti e come gestirle.